# On Demand Distribution
On Demand Distribution (OD2) est une entreprise britannique spécialisée dans la distribution numérique de musique en ligne, fondée en 1999 par les entrepreneurs Charles Grimsdale et John Grinham et le musicien Peter Gabriel, et disparue en 2009. OD2 a été leader européen du secteur de la gestion des droits numériques dans le domaine musical.
Déficitaire en 2004, la société est rachetée par Loudeye pour quarante millions de dollars, puis cette dernière est elle-même rachetée par Nokia en 2006, pour soixante millions de dollars.
Le 1er avril 2009, la société informe ses clients, par e-mail et via son site, qu'elle cessera ses activités le 29 du mois, et leur propose de passer sur la plateforme Nokia Music.